# ان‌جی‌سی ۶۵۰۹
ان‌جی‌سی ۶۵۰۹ یک کهکشان مارپیچی در صورت فلکی استوایی اوفیوخوس است. این کهکشان در ۲۰ ژوئیه ۱۸۷۹ توسط ستاره‌شناس فرانسوی ادوارد استفان کشف شد. این کهکشان در فاصله ۹۵٫۳ میلیون سال نوری (29.22 Mpc) از کهکشان راه شیری قرار دارد و با سرعت شعاعی ۱۸۱۴ کیلومتر بر ثانیه در حال عقب‌نشینی است.